# HD 107295
HD 107295，又名BD-21 3511，SAO 180695、HR 4691，是一颗恒星，视星等为5.97，位于銀經293.46，銀緯40.12，其B1900.0坐标为赤經12h 15m 0s，赤緯-21° 40.12′ 11″。